# NGC 6503
NGC 6503 é uma galáxia espiral (Sc) localizada na direcção da constelação de Draco. Possui uma declinação de +70° 08' 37" e uma ascensão recta de 17 horas, 49 minutos e 27,5 segundos.